# Libera!
Libera! is een Belgische Vlaamsgezinde rechts-liberale denktank die zich naar eigen zeggen inzet voor de waarden van een vrije samenleving met sterke nadruk op de bescherming en de promotie van het private eigendomsrecht.

## Geschiedenis
In 2010 ontstond Libera! uit een fusie van de denktanks Nova Civitas (rechtervleugel van Open VLD) en Cassandra (Lijst Dedecker). Vlaamsgezinde oprichter Boudewijn Bouckaert beoogde versnippering binnen het liberalisme te voorkomen en de 'zelfregulerende kracht van de markt' te herstellen.
In 2019 betoogde Apache.be dat de denktank Amerikaanse newspeak zoals de term 'ecorealisme' importeerde om klimaatverandering te ontkennen en de noodzaak tot collectieve inspanningen te relativeren.

## Prijs voor de Vrijheid
Sinds 2010 reikt Libera! deze prijs uit aan iemand die de individuele vrijheid verdedigt op economisch, intellectueel, ethisch en cultureel vlak. Van 2003 tot 2009 reikte Nova Civitas deze prijs uit ter promotie van het klassiek liberalisme:
- 2010: Frits Bolkestein, gewezen Europees Commissaris voor de Interne Markt
- 2011: Theodore Dalrymple, conservatief denker
- 2012: Johan Van Overtveldt, hoofdredacteur Trends
- 2013: Frank van Dun, rechtsfilosoof
- 2014: Peter De Keyzer, hoofdeconoom BNP Paribas Fortis
- 2015: Jean-Marie Dedecker, stichter LDD
- 2016: Fernand Huts, voorzitter Katoen Natie
- 2017: Hans Bourlon en Gert Verhulst, oprichters van Studio 100
- 2018: Thierry Baudet, oprichter van het Forum voor Democratie
- 2019: Marc De Vos, oprichter van het Itinera Institute
- 2020: De Strangers, muziekgroep uit Antwerpen
- 2021: Lieven Annemans, gezondheidseconoom[4]
- 2022: Boudewijn Bouckaert, rechtseconoom en oud-voorzitter Libera!
- 2023: Rik Torfs, voormalig rector van de KU Leuven
- 2024: Mia Doornaert, journaliste en columniste